# Tarimnattskärra
Tarimnattskärra (Caprimulgus centralasicus) är en centralasiatisk fågel i familjen nattskärror inom ordningen skärrfåglar, endast känd från ett enda exemplar, en hona insamlad i västra Xinjiang i Kina 1960. Den behandlas numera vanligen som en del av nattskärran, alternativt en hybrid mellan nattskärra och en annan art.

## Utseende
Tarimnattskärran är en liten (19 cm) och sandfärgad nattskärra. Ovansidan är sandbeige, streckad och marmorerad i brunt, medan undersidan är brunbandat i ljusbeige. Olikt andra nattskärror saknar den ett halsband och tydliga teckningar på skapularerna. Den bruna vingarna är bandade i gulbrunt utan vita teckningar. De två yttre stjärtpennorna är smalt spetsade i beigevitt. Ökennattskärran är större, gråare och mer fläckad än streckad, medan vingaran är mörkare ovan och ljusare under.

## Utbredning och systematik
Fågeln är endast känd från ett enda exemplar, en ung hona, som hittats i västra Kina, i sydvästra Xinjiang. Den tros möjligen förekomma genom södra Tarimbäckenet utmed Kunlun. Den spekuleras också häcka i Taklamakanöknen eller så långt norrut som Gobiöknen och övervintra i halvöknar i Pakistan och nordvästra Indien.

### Artstatus
Det har längre spekulerats i om tarimnattskärran verkligen är en egen art. När den hittades identifierades den först som en ökennattskärra och jämfördes enbart med denna när den beskrevs. På senare tid har det spekulerats att den egentligen är en ung vanlig nattskärra av den småvuxna underarten plumipes. Studier har dock visat att sannolikheten är stor att den är en egen art, där exemplaret är tydligt mindre än plumipes. En studie från 2020 fann att tarimnattskärran genetiskt är identisk med nattskärran. Möjligen kan den utgöra en hybrid mellan en hona plumipes och en hane av en annan underart. Tongivande taxonomiska auktoriteter som Clements et al och International Ornithological Congress erkänner den inte längre som art, ej heller svenska BirdLife Sverige.

## Levnadssätt
Tarimnattskärran förekom möjligen på arida slätter och i sandiga förberg täckta med lågväxande buskar. Inget är känt om dess vanor, vare sig föda eller häckningsbiologi.

## Status
Eftersom fågeln endast är känd från typexemplaret bedömer internationella naturvårdsunionen IUCN att det råder kunskapsbrist för att bedöma dess hotstatus.